# Єременко Віктор Валентинович
Віктор Валентинович Єременко (нар. 26 липня 1932, Харків  — пом. 2 травня 2017, Харків) — український фізик, доктор фізико-математичних наук (1967), професор (1968). Академік Національної академії наук України (1978), заслужений діяч науки і техніки УРСР (1982), академік Європейської академії наук, літератури та мистецтв (2003).
Почесний член (Fellow member) Американського Фізичного Товариства (2000), почесний працівник космічної галузі України (2007), почесний працівник Інституту металофізики імені Г. В. Курдюмова НАН України (2002), почесний доктор Харківського національного університету імені В. Н. Каразіна, почесний професор Одеського національного університету імені І. І. Мечнікова (2010).

## Біографія
Народився Віктор Валентинович Єременко в 1932 році у Харкові.
Вищу освіту здобув на фізико-математичному факультеті Харківського державного університету, який закінчив у 1955 році зі спеціальністю «фізика низьких температур».
В 1955–1961 роках навчався в аспірантурі та працював у київському Інституті фізики НАН України. В ньому у 1959 р. захистив кандидатську дисертацію «Оптичні та фотоелектричні явища в кристалах CdS при низьких температурах», в якій вперше в світі було спостережено існування екситон-домішкових комплексів та вперше введено саме уявлення про них. У 1966 р. захистив дисертацію на здобуття наукового ступеню доктора фізико-математичних наук «Оптична спектроскопія антиферомагнетиків».
У квітні 1961 року рішенням Президії НАН України був переведений у Харків до Фізико-технічного інституту низьких температур НАН України і з того часу працює в цьому інституті. За період роботи у Фізико-технічному інституті низьких температур НАН України посідав наступні посади: завідувач лабораторії електропровідності та надпровідності ФТІНТ (1961—1963), завідувач відділу магнетизму та магнітооптики ФТІНТ (1963—1986), завідувач відділу спектроскопії магнітних та молекулярних кристалів ФТІНТ (1986—1994), директор ФТІНТ (1991—2006), головний науковий співробітник та радник при дирекції ФТІНТ (2006 — 2017).
У 1966—1999 рр. викладав у Харківському державному університеті на кафедрі магнетизму, якою з 1968 р. керують його учні.
Єременко є співавтором підручника «Лекції з магнетизму» (вид. ХДУ, 1972 р.), що у розширеному вигляді був виданий у Москві (2006 р., вид. Фіз.-мат. літ.). Його викладацька робота була відмічена нагрудним знаком «Петро Могила» Міністерства освіти і науки України та присудженням йому звання соросівського професора.
З 1990 року був головним редактором журналу «Фізика низьких температур». Він також був членом редколегії видавництва «Cambridge Scientific Publishers» (Кембридж, Англія) та журналів «Космічна наука та технологія» (Київ) та «Физика твердого тела» (Санкт-Петербург).
Помер 2 травня 2017 року у Харкові. Похований 4 травня.

### Родина
- Батько — фізико-хімік, доктор хімічних наук Валентин Єременко (1911—1992).
  - Брат — хімік, доктор хімічних наук Борис Єременко (нар. 1938).
- Вітчим — фізик, доктор фізико-математичних наук Євген Боровик (1915—1966).
  - Єдиноутробний брат — фізик, доктор фізико-математичних наук Андрій Боровик (1941—2009)[2][3].

## Нагороди
Віктор Єременко — лауреат Державної премії України (1971), премії Президії АН УРСР ім. К. Д. Синельнікова (1985), Державної премії Азербайджанської РСР (1986), премії Президії АН СРСР та Польської Академії наук (1987), премії Президії Національної академії наук України ім. Л. В. Шубникова (2004. Нагороджений орденом «За заслуги» III ступеня (2002) та Почесною грамотою Верховної Ради України (2010).

## Наукова робота
Єременко є видатним українським вченим у галузі фізики низьких температур, наукова діяльність якого пов'язана з дослідженням низькотемпературного магнетизму, спектральних та магнітооптичних явищ, магнітних фазових перетворень в антиферомагнетиках; надпровідності та гальваномагнітних явищ в металах; екситонних процесів в антиферомагнітних, напівпровідникових та молекулярних кристалах.
Автор понад 500 публікацій з фізики низьких температур, серед яких підручник «Лекції з магнетизму» (вид. ХДУ, 1972), що у розширеному вигляді був виданий у Москві (2006, вид. Фіз.-мат. літ.), 3 монографії («Вступ до спектроскопії магнетиків» (Наукова думка, 1975), «Магнітооптика та спектроскопія антиферомагнетиків» (Наукова думка, 1989), «Магнітні та магнітопружні явища в антиферомагнетиках та надпровідниках» (Наукова думка, 2004). Дві останні монографії перевидані англійською мовою видавництвами Springer (1992) та Cambridge Scientific Publishers (2008).
Наукові праці В. Г. Єременка широко цитуються у світовій літературі, а одержані ним результати увійшли до багатьох вітчизняних та зарубіжних монографій і довідників.
Наукові результати Єременка відмічені:
- Державною премією України (1971) — за відкриття, експериментальне та теоретичне дослідження проміжного стану в антиферомагнетиках при фазових перетвореннях першого роду, індукованих сильним магнітним полем.
- Державною премією Азербайджану (1986) — за видатні результати в галузі оптичної спектроскопії антиферомагнетиків (спостереження та дослідження резонансного розщеплення екситонних смуг поглинання світла, екситон-магнонних збуджень та інше).
- Премією АН СРСР та ПАН (1987) — за магнітооптичні дослідження неоднорідних станів в магнетиках поблизу фазових магнітних перетворень, індукованих зовнішнім магнітним полем.
- Премією ім. К. Д. Синельникова НАН України (1985) — за оптичну візуалізацію колінеарних антиферомагнітних доменів, розробку методів переключення колінеарних антиферомагнітних доменів у кристалах із різною магнітною симетрією.
- Премією ім. Л. В. Шубникова НАН України (2004) — за піонерські дослідження магнітопружних ефектів в шубніковській фазі надпровідників, особливо квантових магнітних осциляцій магнітострикції.

Обраний почесним членом (Fellow member) Американського Фізичного Товариства (2000) з формулюванням: «За піонерські роботи в магнітооптиці антиферомагнетиків, відкриття змішаного та проміжного станів в антиферомагнетиках поблизу магнітних фазових перетворень, відкриття фотоіндукованих довгоживучих станів в магнітних діелектриках та високотемпературних надпровідниках».
До піонерських результатів також відносяться: спостереження квантових магнітних осциляцій хімічного потенціалу в напівметалах (вісмут, сурма); спостереження та дослідження екситон-магнонних збуджень в антиферомагнетиках, в тому числі — в антиферомагнітному твердому кисні; спостереження, експериментальне та теоретичне дослідження ефекту делокалізації магнітних домішкових станів; дослідження нових магнітооптичних явищ в аниферомагнетиках, що одержали в сучасній фізичній літературі назву «лінійний магнітооптичний ефект» та «квадратичне магнітне обертання площини поляризації світла»; спостереження, експериментальне та теоретичне дослідження обмінних мод антиферомагнітного резонансу; спостереження, експериментальне та теоретичне дослідження електромагнонів — збудження змінним електричним полем обмінних магнітних коливань.
У 2006—2011 рр. отримав вагомі результати у галузі високотемпературної надпровідності, сильнокорельованих електронних систем та наномагнетизму.
Активно співпрацював з Американським Фізичним Товариством, з Американським Інститутом фізики, який перекладає та перевидає журнал «Фізика низьких температур», головним редактором якого був Єременко, з Міжнародними лабораторіями сильних магнітних полів у Греноблі (Франція) та у Вроцлаві (Польща). В останній Єременко був членом Наукової ради.
Єременко є творцем власної наукової школи. Серед його учнів понад 50 кандидатів наук, 14 з яких захистили докторські дисертації, двох (М. Ф. Харченко та С. Л. Гнатченко) було обрано академіками НАН України, а одного (А. І. Звягін) — член-кореспондентом НАН України. Серед учнів Єременка 12 лауреатів Державних премій України в галузі науки і техніки (1971, 1990, 1991, 2004, 2011).

### Вибрані публікації в20 столітті(50-х—90-х) років
Напівпровідники: поглинання світла, люмінесценція, фотопровідність
1. Броуде В. Л., Еременко В. В., Рашба Э. И. Поглощение света кристаллами CdS, Доклады Академии наук СССР, т. 114, № 3, стр. 520—524 (1957).
2. Еременко В. В. Люминесценция кристаллов CdS, Оптика и спектроскопия, т. 4, № 3, стр. 348—353 (1958).
3. Броуде В. Л., Еременко В. В., Чиковани Н. Н. Структура спектров поглощения и фотопроводимости кристаллов CdS при 20 К, Доклады академии наук, т. 119, № 5, стр. 911—913 (1958).
Спектроскопія молекулярних кристалів (органіка, твердий кисень)
4. Еременко В. В., Медведев В. С. О зависимости фотопроводимости и интенсивности люминесценции кристаллов антрацена от длины волны возбуждающего света, Физика твердого тела, т. 2, № 7, стр. 1572—1575 (1960).
5. Еременко В. В., Литвиненко Ю. Г., Огнева Э. М. Температурная зависимость интенсивности полос «кооперативного» поглощения света кристаллическим кислородом, ЖЭТФ, т. 48, № 6, стр. 1611—1617 (1965).
6. Еременко В. В., Литвиненко Ю. Г. Спектр a-кислорода в сильном магнитном поле, ЖЭТФ, т. 53, № 2(8), стр. 539—543 (1967).
7. Литвиненко Ю. Г., Еременко В. В., Гарбер Т. И. Участие магнонов в поглощении света антиферромагнитным a-кислородом, Письма в ЖЭТФ, т. 7. № 10, стр. 379—381 (1968).
8. Авдеенко А. А., Левитский И. А., Еременко В. В. Особенности взаимной аннигиляции триплетных экситонов в различных спиновых состояниях, ЖЭТФ, т. 93, № 3(9), стр. 987—993 (1987).
9. Авдеенко А. А., Еременко В. В., Карачевцев В. А. Особенности миграции триплетных экситонов в квазиодномерныхкристаллах слабых комплексов с переносом заряда: нафталин-тетрахлорфталевый ангидрид, ЖЭТФ, т. 94, № 8, стр. 281—290 (1988).
10. Еременко В. В., Карачевцев В. А., Славин В. В. Phonon thermoactivated exciton tunneling in crystals of weak charge complexes N-TCPA doped with Nd8-TCPA, Chemical Physics, т. 216, № 1-2, стр. 1-6 (1997).
11. Авдеенко А. А., Чуракова Н. П., Еременко В. В., Горбенко Н. И., Пугачев А. Т., Силаева Н. Б., Тиунов Ю. А., Зиновьев П. В. Photoluminescence of С60 thin films at low temperatures, Molecular Crystals and Liquid Crystals, т. 324, стр. 89-94 (1998).
Електронні властивості провідників (металів і полуметаллів)
12. Веркин Б. И., Пелих Л. Н., Еременко В. В. Квантовые осцилляции контактной разности потенциалов пары висмут-ниобий, Доклады АН СССР, т. 159, № 4, стр. 771—774 (1964).
13. Богод Ю. А., Еременко В. В. Магнитосопротивление висмута в сильных магнитных полях, ЖЭТФ, т. 3, № 4, стр. 180—183 (1966).
14. Цзян Ю. Н., Еременко В. В. Особенности температурной зависимости электропроводности алюминия в гелиевой области температур, ЖЭТФ, т. 3, № 2, стр. 447—452 (1966).
15. Пелих Л. Н., Еременко В. В. Смещение граничной энергии электронов висмута в магнитном поле, ЖЭТФ, т. 52, № 4, стр. 885—890 (1967).
16. Богод Ю. А., Еременко В. В. Влияние температуры на анизотропию магнитосопротивления сурьмы, ЖЭТФ, т. 53, № 2(8), стр. 473—477 (1967).
17. Цзян Ю. Н., Еременко В. В., Шевченко О. Г. Электрическое сопротивление тонких монокристаллических пластин алюминия, ЖЭТФ, т. 54, № 5 стр. 1321—1332 (1968).
18. Богод Ю. А., Еременко В. В., Чубова Л. К. Влияние поверхности на магнитосопротивление висмута, ЖЭТФ, т. 56, № 1, стр. 32-44 (1969).
19. Цзян Ю. Н., Еременко В. В., Шевченко О. Г. Температурная зависимость магнитосопротивления алюминия, ЖЭТФ, т. 57, № 6(12), стр. 1924—1935 (1969).
20. Безносов А. Б., Гнездилов В. П., Еременко В. В. d-f-обменный резонанс и j-полярон в металлическом гадолинии, Письма в ЖЭТФ, т. 38, № 10, стр. 486—488 (1983).
21. Безносов А. Б., Гнездилов В. П., Еременко В. В. Электронная структура и d-f-обменный резонанс в сплавах Gd-Y, Письма в ЖЭТФ, т. 10, № 24, стр. 1490—1494 (1984).
22. Безносов А. Б., Еременко В. В., Гнездилов В. П. d-f-exchange resonance in gadolinium: theory and experiment, Journal of Magnetism and Magnetic Materials, vol. 43, pp. 243—248 (1984).
23. Безносов А. Б., Еременко В. В., Гнездилов В. П. Effect of magnetic ordering on anisotropy of dynamical conductivity of gadolinium single crystals, Journal of Magnetism and Magnetic Matirials, vol. 54-57, pp. 1251—1252 (1984).
Надпровідність, в тому числі, високотемпературна
24. Чубов П. Н., Еременко В. В., Пилипенко Ю. А. Зависимость критической температуры и энергетической щели сверхпроводящих пленок алюминия от их толщины, Журнал экспериментальной и теоретической физики, т. 55, № 3(9), стр. 752—765 (1968).
25. Еременко В. В., Фуголь И. Я., Самоваров В. Н., Журавлев В. М. Эффект сверхпроводящего перехода в катодолюминесценции YBa2Cu3O7, Письма в ЖЭТФ, т. 47, № 10, стр. 529—531 (1988).
26. Еременко В. В., Гнездилов В. П., Фомин В. И., Усоскин А. И., Чуканова И. Н. Фотостимулированные изменения комбинационного рассеяния света YBa2Cu3О7-d, Письма в ЖЭТФ, т. 54, № 4, стр. 241—244 (1991).
27. Еременко В. В., Гнездилов В. П., Фомин В. И. Photoinduced Changes in Raman Scattering of YBa2Cu3O7-d, Physica C, vol. 185—189, pp. 961—962 (1991).
28. Дмитриев В. М., Еременко В. В., Качур И. С. Христинко Е. В. Photo-illumination effect on critical currentof YBa2Cu3O7-d films, Physica C, vol.235-240, pp. 3015-3016 (1994).
29. Еременко В. В., Качур И. С., Пирятинская В. Г., Ратнер А. М., Шапиро В. В. Effect of potential relief on superconductivity revealed by time variations in Y-Ba-Cu-O superconductor properties under illuminetion, Physica C, vol. 262, pp. 54-62 (1996).
Магнітні фазові перетворення. Намагніченість і магнітострикція
30. Дудко К. Л., Еременко В. В., Семененко Л. М. The effect of uniaxial compression on the critical field of the «Spin Flip» transition in Cr2O3, Physics Letters A, vol. 30, № 8, pp. 459—460 (1969).
31. Дудко К. Л., Еременко В. В., Фридман В. М. Скачки намагниченности и доменная структура фторида марганца при опрокидывании подрешеток, ЖЭТФ, т. 61, № 4(10), стр. 1553—1563 (1971).
32. Дудко К. Л., Еременко В. В., Фридман В. М. Магнитное расслоение при опрокидывании подрешеток антиферромагнитного фторида марганца, ЖЭТФ, т. 61, № 2(8), стр. 678—688 (1971).
33. Мильнер А. А., Попков Ю. А., Еременко В. В. Спектроскопическое исследование промежуточного состояния в антиферромагнитном MnF2, Письма в ЖЭТФ, т. 18, № 1, стр. 39-42 (1973).
34. Дудко К. Л., Еременко В. В., Фридман В. М. Исследование перехода FeCO3 из антиферромагнитного в парамагнитное состояние под действием сильного магнитного поля, ЖЭТФ, т. 68, № 2, стр. 659—671 (1975).
35. Дудко К. Л., Еременко В. В., Фридман В. М. Релаксация и гистерезис при намагничивании антиферромагнитного FeCO3, ЖЭТФ, т. 68, № 6, стр. 2315—2322 (1975).
36. Новиков В. П., Еременко В. В., Качур И. С. Спин-флоп фазовый переход и промежуточное состояние в квазиодномерном антиферромагнетике CsMnCl3•2H2O, ЖЭТФ, т. 82, стр. 346—356 (1982).
37. Еременко В. В., Харченко Н. Ф., Белый Л. И., Гийо М., Маршан А., Фельдман П. Магнитная фазовая диаграмма FeCO3 изинговского антиферромагнетика с антиферромагнитными между- и внутриподрешеточными обменными связями, ЖЭТФ, т. 89, № 5(11), стр. 1712—1733 (1985).
38. Еременко В. В., Канер Н. Э., Литвиненко Ю. Г., Шапиро В. В. Спин-флоп во фториде марганца в наклонном магнитном поле: трикритическая точка на Н-ψ-диаграмме, ЖЭТФ, т. 89, № 4(10), стр. 1289—1299 (1985).
39. Еременко В. В., Клочко А. В., Науменко В. М., Исследование промежуточного состояния в MnF2 методом АФМР и эффекта Фарадея, ЖЭТФ, т. 89, № 3, c. 1002—1017 (1985).
40. Еременко В. В., Шапиро В. В., Качур И. С., Пирятинская В. Г. Optic spectroscopy studies of orientational phase transitions, in: Antiferromagnetic Diectrics, Phase Transitions, vol. 38, pp. 33-41 (1992).
Люмінесценція і розсіювання світла в антиферомагнетиках
41. Еременко В. В., Мохир А. П., Попков Ю. А., Сергиенко Н. А., Фомин В. И. Экситоны и магноны в CoCO3, ЖЭТФ, т. 73, № 6, стр. 2352—2363 (1977).
42. Матюшкин Э. В., Еременко В. В., Брон Р. Я. Self-trapping of excitons in antiferromagnetic insulators, Journal of Magnetism and Magnetic Materials, vol. 15-18, pp.1043-1044 (1980).
43. Гнездилов В. П., Еременко В. В., Курносов В. С., Фомин В. И. Двухмагнонное рассеяние света в квазидвумерном антиферромагнетике (NH3(CH2)2NH3MnCl4, ЖЭТФ, т. 96, № 6(12), стр. 2240—2245 (1989).
Оптичні і гамма-резонансні дослідження феромагнітного резонансу і спінових хвиль
44. Веницкий В. Н., Еременко В. В., Матюшкин Э. В. Двулучепреломление света при возбуждении нелинейного ферромагнитного резонанса в железо-иттриевом гранате, ЖЭТФ, т. 67, № 4(10), стр. 1433—1440 (1974).
45. Веницкий В. Н., Еременко В. В., Матюшкин Э. В. Исследование ферромагнитного резонанса в Y3Fe5O12 методом оптической спектроскопии, ЖЭТФ, т. 72, № 4, стр. 1518—1522 (1977).
46. Веницкий В. Н., Еременко В. В., Матюшкин Э. В. Рассеяние света на параметрических спиновых волнах в Y3Fe5O12 при продольной накачке, Письма в ЖЭТФ, т. 27, № 4, стр. 239—242 (1978).
47. Веницкий В. Н., Еременко В. В., Матюшкин Э. В. Оптическое исследование спиновых и магнитоупругих волн в монокристалле иттриевого феррита-граната при продольной магнитной накачке, ЖЭТФ, т. 79, № 5(11), стр.1965-1977 (1979).
48. Пономарчук В. Л., Еременко В. В. Мессбауэровское исследование динамики ядерной спин-системы в условиях ферромагнитного резонанса, Письма в ЖЭТФ, т. 31, № 9, стр. 548—551 (1980).
49. Еременко В. В., Пономарчук В. Л. Cooling of nuclear spin system Fe57 by matching nuclear magnetic and ferromagnetic resonance frequencies, Physica, vol. B107, pp. 361—362 (1981).
50. Еременко В. В., Пономарчук В. Л. Поляризация ядер Fe57 при совмещении частот ядерного магнитного и ферромагнитного резонансов, Письма в ЖЭТФ, т. 34, № 4, стр. 211—215 (1981).
51. Еременко В. В., Веницкий В. Н. Оптическое исследование ФМР в радиочастотном диапазоне, Известия Академии наук СССР, серия физическая, т. 52, № 3, стр. 504—506 (1988).
52. Еременко В. В., Веницкий В. Н. Brililouin light scattering detection of low frequency spin waves, Journal De Physique, Colloque C8, Supplement AuN12, vol. 49, C8-965-966 (1988).
53. Веницкий В. Н., Еременко В. В. Domain wall oscillation spectrum of weak anisotropic ferromagnet, Advances in Magneto-Optics 2, Proc. 2nd Int. Symp. Magneto-Optics, Fiz. Nizk. Temp., vol. 18, pp. 197—198 (1992).
Оптична спектроскопія антиферомагнетиків (поглинання світла, вплив магнітного поля)
54. Беляева А. И., Еременко В. В. О температурной зависимости ширины полос оптического поглощения кристаллов MnF2, ЖЭТФ, т. 44, № 2, стр. 469—471 (1963).
55. Беляева А. И., Еременко В. В. Влияние антиферромагнитного упорядочения на спектр поглощения света кристаллами карбоната марганца, ЖЭТФ, т. 46, № 2, стр. 488—491 (1964).
56. Еременко В. В., Попков Ю. А., Литвиненко Ю. Г. Эффект Зеемана в оптическом спектре антиферромагнитных кристаллов MnF2, ЖЭТФ т. 47, № 11, стр.1733-1735 (1964).
57. Беляева А. И., Еременко В. В., Михайлов Н. Н., Петров С. В. Спектры поглощения света ионами Mn2+, Co2+, Ho3+ в кристаллах антиферромагнитных фторидов, ЖЭТФ, т. 49, № 1(7), стр. 47-53 (1965).
58. Еременко В. В., Попков Ю. А., Харченко Л. Т. Зееман-эффект на экситон-магнонных полосах в антиферромагнитном кристалле MnF2, Письма в ЖЭТФ, т. 3, № 6, стр. 233—237 (1966).
59. Беляева А. И., Еременко В. В., Михайлов Н. Н., Павлов В. Н., Петров С. В. Возбуждение магнонов и фононов при поглощении света в антиферромагнитном NiF2, ЖЭТФ, т. 50, № 6, стр. 1472—1477 (1966).
60. Еременко В. В., Попков Ю. А., Новиков В. П., Беляева А. И. Особенности экситон-магнонного взаимодействия в антиферромагнитных кристаллах со структурой перовскита, ЖЭТФ, т. 52, № 2, стр.454-462 (1967).
61. Еременко В. В., Новиков В. П., Попков Ю. А. Анизотропия эффекта Зеемана в кубическом антиферромагнетике RbMnF3, ЖЭТФ, т. 54, № 4, стр. 1037—1043 (1968).
62. Еременко В. В., Новиков В. П. Давыдовское расщепление экситонной линии в антиферромагнитном RbMnF3, Письма в ЖЭТФ, т. 11, стр. 478—482 (1) (1970).
63. Еременко В. В., Литвиненко Ю. Г., Мятлик В. И. Ослабление магнитным полем поглощения света в антиферромагнитном FeCO3, Письма в ЖЭТФ, т. 12, стр. 66-69 (1) (1970).
64. Новиков В. П., Еременко В. В., Шапиро В. В. Effect of external factors on the exciton line in the optical spectrum of the cubic antiferromagnet RbMnF3, Journal of Low Temperature Physics, vol. 10, № 1/2, pp. 95-129 (Springer) (1973).
65. Еременко В. В., Литвиненко Ю. Г., Моторная А. А., Мятлик В. И., Шапиро В. В. Экситон-магнонное поглощение света в антиферромагнитном сидерите, ЖЭТФ, т. 65, № 3(9), стр. 1227—1235 (1973).
66. Еременко В. В., Новиков В. П., Петров Э. Г. Многомагнонное поглощение в оптическом спектре антиферромагнитного RbMnF3, ЖЭТФ, т. 66, № 6, стр. 2092—2103 (2) (1974).
67. Литвиненко Ю. Г., Еременко В. В., Вердян А. И., Шапиро В. В. Light absorption dichroism and magnetic configuration of weakly ferromagnetic CoCO3, Journal of Magnetism and Magnetic Materials, vol. 15-18, pp. 789—790 (1980).
68. Еременко В. В., Новиков В. П., Качур И. С. Peculiarities of exciton-magnon light absorption by quasi-one-dimensional antiferromagnet CsMnCl3•2H2O, Physica, vol. B108, pp. 1327—1328 (1981).
69. Харченко Н. Ф., Мильнер А. А., Еременко В. В., Бибик А. В. Магнитный циркулярный дихроизм в антиферромагнитном фториде кобальта, ЖЭТФ, т. 94, № 5, стр. 340—349 (1988).
70. Еременко В. В., Качур И. С., Новиков В. П., Шапиро В. В. Рассеяние экситонов на длинноволновых магнонах в квазиодномерном антиферромагнетике CsMnCl3•2H2O, ЖЭТФ, т. 94, № 9, стр. 225—234 (1988).
71. Еременко В. В., Шапиро В. В., Качур И. С. Exciton scattering on spin waves in quasi-one-dimensional antiferromagnet, Journal de Physique, vol. 49, pp. 1481—1482 (1988).
72. Еременко В. В., Шапиро В. В. Спектроскопия антиферромагнетиков с пониженной размерностью структуры, Известия АН СССР, т. 53, № 9, стр. 1795—1798 (1989).
73. Еременко В. В., Качур И. С., Пирятинская В. Г., Шапиро В. В. Low temperature exciton-magnon light absorption in 2-d AFM NH3(CH2)2NH3MnCl4, Physica, vol. B194-196, pp. 191—192 (1994).
Спектроскопія магнетиків (від ІК до НВЧ)
74. Еременко В. В., Науменко В. М. Длинноволновое и инфракрасное поглощение в антиферромагнитном CoWO4, Письма в ЖЭТФ, т. 7, № 11, стр. 416—419 (1968).
75. Еременко В. В., Науменко В. М., Звягин А. И., Кутько В. И., Масленников А. И., Низкочастотные возбуждения в антиферромагнитных вольфраматах, IEEE Transactions on Microwave Theory and Techniques, vol. MTT-22, December, 1974 (1974).
76. Науменко В. М., Еременко В. В., Масленников А. И., Коваленко А. В. Длинноволновый ИК спектр CoCO3: высокочастотная мода антиферромагнитного резонанса (АФМР) и двухмагнонное поглощение, Письма в ЖЭТФ, т. 27, № 1, стр. 20-23 (1978).
77. Еременко В. В., Масленников А. И., Науменко В. М. Исследование антиферромагнитного резонанса и двухмагнонного в слабом ферромагнетике CaCO3, ЖЭТФ, т. 50, стр. 955 (1979).
78. Науменко В. М., Еременко В. В., Бандура В. М., Пишко В. В. Когерентная перестройка спектра спиновых волн антиферромагнитного фторида кобальта с малыми примесями, Письма в ЖЭТФ, т. 32, № 6, стр. 436—439 (1980).
79. Еременко В. В., Клочко А. В., Науменко В. М. Антиферромагнитный резонанс в промежуточном состоянии MnF2, Письма в ЖЭТФ, т. 35, № 11, стр. 479—481 (1982).
80. Еременко В. В., Науменко В. М., Петров С. В., Пишко В. В. Перестройка спектра магнитных возбуждений антиферромагнитного CoF2 с примесью MnF2 малой концентрации, ЖЭТФ, т. 82, № 3, стр. 813—826 (1982).
81. Еременко В. В., Науменко В. М., Пашкевич Ю. Г., Пишко В. В. Обнаружение обменных мод антиферромагнитного резонанса в CuCl2•2H2O, Письма в ЖЭТФ, т. 38, № 3, стр. 97-100 (1983).
82. Еременко В. В., Клочко А. В., Науменко В. М., Пишко В. В. АФМР в промежуточном состоянии CuCl2•2H2O, Письма в ЖЭТФ, т. 40, № 6, стр. 219—221 (1984).
83. Еременко В. В., Клочко А. В., Науменко В. М. Исследование промежуточного состояния в MnF2 с помощью антиферромагнитного резонанса и эффекта Фарадея, ЖЭТФ, т. 89, № 3(9), стр. 1002—1017 (1985).
84. Барьяхтар В. Г., Еременко В. В., Науменко В. М., Пашкевич Ю. Г., Пишко В. В., Соболев В. Л. Обменные моды в антиферромагнитном CuCl2•2H2O, ЖЭТФ, т. 88, № 4, стр. 1382—1394 (1985).
85. Еременко В. В., Криворучко В. Н., Лавриненко Н. М., Яблонский Д. А. Возбуждение переменным электрическим полем обменных магнитных колебаний в CsMnF3, Физика твердого тела, т. 30, № 12 (1988).
86. Еременко В. В., Звягин С. А., Пашкевич Ю. Г., Пишко В. В., Соболев В. Л., Федоров С. А. Exchange spin waves and their manifestation in two-magnon absorption and Raman scattering, Journal de Physique, Colloque C8, v. 49, pp. 913—914 (1988).
87. Еременко В. В., Звягин С. А., Пишко В. В., Цапенко В. В., Барило С.Н, Жигунов Д. И. Обнаружение магнитного резонанса в Pr2CuO4 и Nd2CuO4, Письма в ЖЭТФ, т. 52. № 6, стр. 955—956 (1990).
88. Барьяхтар В. Г., Еременко В. В., Звягин С. А., Пашкевич Ю. Г., Пишко В. В., Соболев В. Л., Шахов В. В. Ширина линии обменных мод магнитного резонанса в четырехподрешеточном ромбическом антиферромагнетике, ЖЭТФ, т. 100, № 6(12), стр. 1893—1909 (1991).
89. Orendac M., Orendacova A., Feher A., Chomic J., Zvyagin S.A., Eremenko V.V., Pishko V.V. On the magnetic properties of the low-dimensional magnet Cu(C2H8N2)2N(CN)4, Journal of Magnetism and Magnetic Materials, vol. 140—145, pp. 1645—1646 (1995).
Магнітооптика магнетиків і візуалізація неоднорідних магнітних структур
90. Харченко Н. Ф., Еременко В. В., Белый Л. И. Эффект Фарадея в феррите-гранате Y3Fe5O12, ЖЭТФ, т. 53, № 5(11), стр. 1505—1509 Клочко А. В., Науменко В. М., Антиферромагнитный резонанс в промежуточном состоянии MnF2, Письма в ЖЭТФ, т. 35, № 11, стр. 479—481 (1967).
91. Харченко Н. Ф., Еременко В. В., Белый Л. И. Эффект Фарадея и опрокидывание магнитных подрешеток ферритов-гранатов, ЖЭТФ, т. 55, № 2(8), стр. 419—425 (1968)
92. Харченко Н. Ф., Еременко В. В., Тутакина О. П. Магнитное двулучепреломление и доменная структура антиферромагнитного карбоната кобальта, ЖЭТФ, т. 64, № 4, стр. 1326—1335 (1973).
93. Харченко Н. Ф., Еременко В. В., Гнатченко С. Л. Визуальное наблюдение сосуществующих фаз при магнитном фазовом переходе в неколлинеарном GdIG, Письма в ЖЭТФ, т. 20, № 9, стр. 612—617 (1974).
94. Харченко Н. Ф., Еременко В. В., Гнатченко С. Л., Белый Л. И., Кабанова Э. М. Магнитооптическое исследование неколлинеарных магнитных структур гадолиниевого феррита-граната, ЖЭТФ, т. 68, № 3, стр. 1073—1090 (1975).
95. Харченко Н. Ф., Еременко В. В., Гнатченко С. Л., Исследование ориентационных переходов и сосуществование магнитных фаз в кубическом ферримагнетике, ЖЭТФ, т. 69, № 5(11), стр. 1697—1709 (1975).
96. Харченко Н. Ф., Шимчак Г., Еременко В. В., Гнатченко С. Л., Шимчак Р. Магнитное промежуточное состояние в диспрозиевом ортоферрите, Письма в ЖЭТФ, т. 25, № 5, стр. 258—262 (1977).
97. Харченко Н. Ф., Еременко В. В., Тутакина О. П. Билинейное по ферро- и антиферромагнитному векторам двулучепреломление света в карбонате кобальта, Письма в ЖЭТФ, т. 27, № 7, стр. 466—470 (1978).
98. Харченко Н. Ф., Еременко В. В., Белый Л. И. Индуцированное продольным магнитным полем понижение класса антиферромагнитного кристалла, Письма в ЖЭТФ, т. 28, № 6, стр. 351—355 (1978).
99. Харченко Н. Ф., Еременко В. В., Белый Л. И. Визуальное наблюдение 180-градусных антиферромагнитных доменов, Письма в ЖЭТФ, т. 29, № 7, стр. 432—435 (1979).
100. Еременко В. В., Харченко Н. Ф., Белый Л. И. Visualization of the 180-degree antiferromagnetic domains by means of new magnetooptical effect, Journal of Applied Physics, vol. 50, №B11, pp.7751-7753 (1979).
101. Еременко В. В., Харченко Н. Ф., Белый Л. И., Тутакина О. П. Birefringence of the antiferromagnetic crystals linear in a magnetic field, Journal of Magnetism and Magnetic Materials, vol. 15-18, pp. 791—792 (1980).
102. Еременко В. В., Харченко Н. Ф., Белый Л. И. Inducing of canted structure in tetragonal antiferromanets with rhombic anisotropy by a longitudinal magnetic field, Physica, vol. 108B, pp. 1073—1074 (1981).
103. Харченко Н. Ф., Еременко В. В., Белый Л. И. Магнитооптические исследования индуцированного продольным магнитным полем неколлинеарного состояния антиферромагнитного фторида кобальта, ЖЭТФ, т. 82, № 3, стр. 827—843 (1982).
104. Еременко В. В., Харченко Н. Ф., Белый Л. И., Guillot M., Feldman P., Marchand A. Indirect detection of cooling of antiferromagnetic iron carbonate by adiabatic magnetization, J. Phys. C: Solid State Phys., vol. С15, pp. 4379-4383 (1982).
105. Харченко Н. Ф., Бибик А. В., Еременко В. В. Квадратичное магнитое вращение плоскости поляризации света в антиферромагнетике CoF2, Письма в ЖЭТФ, т. 42, № 11, стр. 447—449 (1985).
106. Еременко В. В., Харченко Н. Ф., Белый Л. И., Гийо М., Маршан А., Фельдман П. Магнитная фазовая диаграмма FeCO3 изинговского антиферромагнетика с антиферромагнитными между- и внутриподрешеточными обменными связями, ЖЭТФ, т. 89, № 5(11), стр. 1712—1733 (1985).
107. Харченко Н. Ф., Бибик А. В., Еременко В. В. Квадратичное магнитное вращение плоскости поляризации света в антиферромагнитном CoF2, Письма в ЖЭТФ, т. 42, № 11, стр. 447—449 (1985).
108. Гнатченко С. Л., Еременко В. В., Софронеев С. В., Харченко Н. Ф., Девин М., Фельдман П., Ле Галь А. Спонтанные фазовые переходы и оптическая анизотропия в марганец-германиевом гранате, Са3Mn2Ge3O12, ЖЭТФ, т. 90, № 1, стр.179-191 (1986).
109. Еременко В. В., Харченко Н. Ф., Гнатченко С. Л., Мильнер А. А., Софронеев С. В., Le Gall H., Desvignes J.M., Feldman P. Magnetooptical determination of the MnGeG magnetic point group, Journal of Magnetism and Magnetic Materials, vol. 54-57, pp. 1397—1398 (1986).
110. Eremenko V.V., Gnatchenko S.L., Kharchenko N.F., Lebedev P.P., Piotrovski K., Szymczak H., Szymczak R. New magnetic phase transitions in DyFeO3, Europhysics Letters, vol. 11, pp.1327-1331 (1987).
111. Еременко В. В., Харченко Н. Ф., Софронеев С. В., Гнатченко С. Л., Le Gall H., Desvignes J.M. Magneto-optical visualization of crystal twins in tetragonal antiferromagnet Ca3Mn2Ge3O12, Journal de Physique, Collque C8, vol. 49, pp. 967—968 (1988).
112. Еременко В. В., Гнатченко С. Л., Харченко Н. Ф., Лебедев П. П., Piotrowski K., Szymczak H., Szymczak R. Magnetic field induced first-order transitions in dysprosium orthoferrite, Journal de Physique, Collque C8, vol. 49, pp. 919—920 (1988).
113. Еременко В., Жефруа О., Новосад В., Пантье Б., Пишко В., Суш И. Дифракционное усиление магнитооптического эффекта Керра, Письма в ЖЭТФ, т. 66, № 7, стр. 466—469 (1997).
Фотоіндуковані ефекти в магнетиках
114. Еременко В. В., Канер Н. Э., Литвиненко Ю. Г., Шапиро В. В. Spin-flopping in MnF2 in a tilted magnetic field: spin-noncollinearity of photoexcited and ground-state Mn2+ ions, Solid State Communications, vol. 45, № 11, pp. 975—976 (1983).
115. Еременко В. В., Канер Н. Э., Литвиненко Ю. Г., Шапиро В. В. Фотоиндуцированная одноионная анизотропия в антиферромагнитном MnF2, ЖЭТФ, т. 84, № 6, стр. 2251—2260 (1983).
116. Гнатченко С. Л., Еременко В. В., Софронеев С. В., Харченко Н. Ф. Фотоиндуцированное линейное двулучепреломление в кристалле с кооперативным упорядочением ян-теллеровских искажений, Письма в ЖЭТФ, т. 38, № 4, стр. 198—203 (1983).
117. Гнатченко С. Л., Бедарев В. А., Еременко В. В., Гапон В. И., Качур И. С., Космына М. Б., Назаренко Б. П., Пирятинская В. Г., Пузиков В. М. Long-lived chages of absorption coefficient and refractive index in the garnet NaCa2Mn2V3O12 under illumination, in: Optics and Photonics (OSA TOPS), vol. 27, pp. 123—126 (1999).
Структурні дослідження (гамма-резонанс, електронографія, рентгенівська та електронна дифракція)
118. Еременко В. В., Канер Н. Э., Чечерский В. Д. Влияние магнитного упорядочения на фононные спектры соединений с гигантской магнитострикцией, ЖЭТФ, т. 94, № 10, стр. 241—249 (1988).
119. Коваленко С. И., Солнышкин Д. Д., Верховцева Э. Т., Еременко В. В. Experimental detection of stacking faults in rare-gas clusters, Chemical Physics Letters, vol. 250, pp. 309—312 (1996).
120. Коваленко С. И., Солнышкин Д. Д., Бондаренко Е. А., Верховцева Э. Т., Еременко В. В. Electron diffraction study on the rise of crystal phase in rare-gas and nitrogen clusters, Journal of Crystal Growth, vol. 191, pp. 553—557 (1998).
Оглядові статті
121. Еременко В. В., Беляева А. И. Поглощение света в антиферромагнитных диэлектриках, Успехи физических наук, т. 98, № 1, стр. 27-70 (1969).
122. Еременко В. В., Петров Э. Г. Light absorption in antiferromagnets, Advances in Physics, v. 26, № 1, pp. 31-78 (1977).
123. Еременко В. В., Харченко Н. Ф. Field-induced spin-orientantional phase transitions in neel ferrimagnets 1, Phase Transitions, vol. 1, № 1, pp. 61-98 (1979).
124. Еременко В. В., Харченко Н. Ф. Field-induced spin-orientantional phase transitions in neelferrimagnets 2, Phase Transitions, vol. 2, № 3, pp. 207—268 (1980).
125. Еременко В. В., Харченко Н. Ф. The linear magneto-optic effect in magnetically ordered crystals, Soviet Scientific Reviews A5, pp. 1-97 (1984).
126. Еременко В. В., Литвиненко Ю. Г., Матюшкин Э. В. Optical magnetic excitations, Physics Reports, vol. 132, № 2, pp. 56-128 (1986).
127. Еременко В. В., Харченко Н. Ф. Magneto-optics of antiferromagnets, Physics Reports, vol. 155, № 6, pp. 379—401 (1987).
128. Еременко В. В., Литвиненко Ю. Г., Матюшкин Э. В. Optical magnetic excitations, in: Spin Waves and Magnetic Excitations 1, Borovik-Romanov A.S. and Sinha S.K. (eds.), Elsevier Science Publishers B.V., pp. 176—231 (1988).
129. Еременко В. В., Науменко В. М. Magnetic Impuritons in antferromagnetic dielectric crystals, in book: Spin Waves and Magnetic Excitations 2, Borovik-Romanov A.S. and Sinha S.K. (eds.), Elsevier Scientific Publishers B.V., pp. 259—331 (1988).
130. Еременко В. В., Огурцова Л. А. Stimulated emission and relaxation processes in molecular crystals, Physics Reports, vol. 166, № 6, pp. 353—396 (1988).
131. Еременко В. В., Харченко Н. Ф. Магнитооптика пьезомагнитных антиферромагнетиков, в книге: Магнитные свойства кристаллических и аморфных сред, Игнатченко В. А. (ред.), Наука, Новосибирск, стр. 87-108 (1989).
132. Еременко В. В., Шапиро В. В. Оптическая спектроскопия антиферромагнетиков с различной размерностью структур, Физика низких температур, т. 16, № 12, стр. 1499—1517 (1990).
133. Еременко В. В., Сиренко В. А. Магнитострикция сверхпроводников, Физика низких температур, т. 25, № 4, стр. 311—332 (1999).
Книги
134. Боровик Е. С., Еременко В. В., Мильнер А. С. Лекции по магнетизму, Изд-во Харьковского университета, Харьков. (1972) (1972).
135. Еременко В. В. Введение в оптическую спектроскопию магнетиков, Наукова Думка, Киев. (1975) (1975).
136. Харченко Н. Ф., Еременко В. В., Литвиненко Ю. Г., Науменко В. М. Магнитооптика и спектроскопия антиферромагнетиков, Наукова Думка, Киев. (1989) (1989).
137. Харченко Н. Ф., Еременко В. В., Литвиненко Ю. Г., Науменко В. М. Magneto-Optics and Spectroscopy of Antiferromagnets, Springer-Verlag, New York. (1992) (1992).

### Публікації в21 столітті
Спектроскопія молекулярних кристалів (органіка, твердий кисень)
1. Карачевцев В. А., Гламазда А. Ю., Dettlaff-Weglikowska U., Курносов В. С., Образцова Е. Д., Песчанский А. В., Еременко В. В., Roth S. Raman spectroscopy of HiPCO single-walled carbon nanotubes at 300 and 5 K, Carbon, vol. 41, 1567—1574 (2003).
2. Стржемечный М. А., Авдеенко А. А., Еременко В. В., Пышкин О. С., Буравцева Л. М. Observation of triplet excimer emission in 2-bromobenzophenone, Chemical Physics Letters, vol. 431, pp. 300—302 (2006).
Магнітні фазові перетворення. Намагніченість і магнітострикція
3. Еременко В. В., Безносов А. Б., Фертман Е. Л., Паль-Валь П. П., Popov V.P. The order to — order magnetic phase transitions in concentrated alloys Gd-Y: the curious irreversibility, Advances in Cryogenic Engineering, vol. 46, pp. 413—420 (2000).
4. Троянчук И. О., Хомченко В. А., Чобот Г. М., Курбаков А. И., Васильев А.Н, Еременко В. В., Сиренко В. А., Шведун М. Ю., Шимчак Г., Шимчак Р. Spin-reorientational transitions in low-doped Nd1-xCaxMnO3 manganites: the evidence of an inhomogeneous magnetic state, J. Phys.: Condens. Mater, т. 15, стр. 8865-8880 (2003).
Люмінесценція і розсіювання світла в антиферомагнетиках
5. Пашкевич Ю. Г., Блинкин В. А., Гнездилов В. П., Цапенко В. В., Еременко В. В., Lemmens P., Fisher M., Grove M., Guntherodt G., Degiorgi L., Wachter P., Tranquada J.M., Buttrey D.J. Stripe conductivity in La1.175Sr0.225NiO4, Phys. Rev. Lett., vol. 84, № 17, pp. 3919-3922 (2000).
6. Пашкевич Ю. Г., Блинкин В. А., Гнездилов В. П., Курносов В. С., Цапенко В. В., Еременко В. В., Lemmens P., Fisher M., Grove M., Guntherodt G., Degiorgi L., Wachter P., Tranquada J.M., Buttrey D.J. Optical studies of the incommensurate charge ordered phase in La1.775Sr0.225NiO4, Physica, vol. B284-288, pp. 1473—1474 (2000).
7. Пашкевич Ю. Г., Блинкин В. А., Гнездилов В. П., Курносов В. С., Цапенко В. В., Еременко В. В., Lemmens P., Fisher M., Grove M., Guntherodt G., Degiorgi L., Wachter P., Tranquada J.M., Buttrey D.J. Optical studies of the incommensurate charge ordered phase in La1.775Sr0.225NiO4, Physica B, vol. 284—288, pp. 1473—1474 (2000).
8. Еременко В. В., Карачевцев В. А., Качур И. С., Недбайло Н. Ю., Пирятинская В. Г., Славин В. В., Шапиро В. В. Absorption and luminescence of CsMnCl3•2H2O crystals doped with Cu2+, Journal of Luminescence, vol. 92, pp. 35-42 (2001).
Фотоіндуковані ефекти в магнетиках
9. Еременко В. В., Гнатченко С. Л., Качур И. С., Пирятинская В. Г., Ратнер А. М., Шапиро В. В. Photoproduction and relaxation of long-lived active charges in Ca3Mn2Ge3O12 garnet revealed through optical absorption, Physical Review, vol. B61, № 16, pp. 10670-10676 (2000).
10. Еременко В. В., Гнатченко С. Л., Качур И. С., Пирятинская В. Г., Космына М. Б., Назаренко Б. П., Пузиков В. М. Photoinduced optical absorption in Ca3Ga2Ge3O12Mn garnet, Applied Physics Letters, vol. 79, № 6, pp. 734—736 (2001).
11. Еременко В. В., Гнатченко С. Л., Бедарев В. А., Baran M., Szymczak R., Szymczak H. Effect of light illumination on magnetic phase transitions in manganese oxides, Mater. Sci. Forum, vol. 373—376, pp. 51-56 (2001).
12. Еременко В. В., Гнатченко С. Л., Качур И. С., Пирятинская В. Г., Ратнер А. М., Космына М. Б., Назаренко Б. П., Пузиков В. М.Anomalous manifestation of long-lived photoinduced dichroismin NaCa2Mn2V3O12 garnet, Physical Review, vol. B69, pp. 233102-233102 (2004).
Структурні дослідження (гамма-резонанс, електронографія, рентгенівська та електронна дифракція)
13. Бенгус В. З., Безносов А. Б., Десненко В., Еременко В. В., Фертман Е. Л., Табачникова Е. Anomalies of mechanical and physical properties of FeB eutectic metallic glasses and their connection with the peculiarities of nanoclusterous structure, Mater. Sci. Forum, vol. 343—346, pp. 43-48 (2000).
14. Бенгус В. З., Безносов А. Б., Десненко В. А., Еременко В. В., Фертман Е. Л., Табачникова Е. Д. Anomalies of mechanical and physical properties of the Fe3B17 eutectic metallic glass and their connection with the peculiarities of nanoclusterous structure, Journal of Metastable and Nanocrystalline Materials, vol. 8, pp. 43-48 (2000).
Оглядові статті
15. Еременко В. В., Сиренко В. А. Magnetostriction and spin-flopping of uniaxially compressed antiferromagnets, in: Modern Trends in Magnetostriction Study and Application, Gibbs M.R.J. (ed.), Kluwer Academic Publishers, Netherland, pp. 223—248 (2000).
Книги
16. Fiebig M., Eremenko V., and Chupis I.E. (eds.), Magnetoelectric Interaction Phenomena in Crystals, Kluwer Publishers (2004).
17. Еременко В. В., Сиренко В. А. Магнитные и магнитоупругие свойства сверхпроводников и антиферромагнетиков, Наукова Думка, Киев (2004).
18. Боровик Е. С., Еременко В. В., Мильнер А. С. Лекции по магнетизму, Изд-во Физико-математической литературы, Москва (2005).
19. Franse J., Eremenko V., and Sirenko V.A. (eds.), Smart Materials for Ranging Systems, NATO Science Series2, Mathematics, Physics&Chemistry (2005).
20. Еременко В. В., Сиренко В. А. Magnetic and Magnetoelastic Properties of Antiferromagnets and Superconductors, Cambridge Scientific Publishers, Great Britain, Cambridge (2008).